# 絮狀表皮癬菌
絮狀表皮癬菌（學名：Epidermophyton floccosum）是一種致病真菌，能感染皮膚與指甲，造成足癬、股癬、甲癬與體癬等真菌病。本種菌感染的診斷方式包括身體檢查、組織培養與分子序列分析等，通常可以特比萘芬、伊曲康唑、酮康唑與伏立康唑等外用性抗真菌劑治療。
絮狀表皮癬菌是表皮癬菌屬的兩種物種之一（另一種為斯托克表皮癬菌）。一項統計顯示絮狀表皮癬菌是二十世紀北美洲造成皮癬菌病的病原菌中第四常見者。本種真菌雖分布於全球，但較常在熱帶與亞熱帶的病人身上發現。

## 分類
絮狀表皮癬菌最初於1870年由德國真菌學家卡爾·奧托·哈爾茨描述，並將其命名為Acrothecium floccosum，1907年被重新命名為Blastotrichum floccosum，最後在1923年由Ota與Langeron定為現名Epidermophyton floccosum。

## 描述
絮狀表皮癬菌的生長速度中等，約在10天後發育成熟，組織由最初的平坦粒狀逐漸發展為帶溝紋且光滑的放射狀，顏色為黃、黃棕或橄欖色。與其他皮膚真菌不同，絮狀表皮癬菌會分泌一種稱為1(3),2-diacylglyceryl-3(1)-O-4′-(N,N,N-trimethyl)homoserine的脂類，功能不明 。絮狀表皮癬菌和其他表皮癬菌一樣缺乏小分生孢子，其大分生孢子表面平滑，由3-5個細胞組成，呈棒狀，兩端則為圓弧狀，大小約為10-40乘6-12微米。

## 感染
絮狀表皮癬菌是表皮癬菌屬的兩種真菌中唯一會對人類造成感染的，宿主可為人類、野生動物或寵物，但偏好人類 。可對皮膚與指甲造成感染，造成足癬、體癬、股癬或甲癬，可透過接觸性感染，特別是在體育館或澡堂中。絮狀表皮癬菌的感染可透過浸泡肥皂水或適當的抗真菌劑（髮癬退或咪唑）治療。絮狀表皮癬菌可在人類與松鼠間交互傳染。
絮狀表皮癬菌通常只能感染角質組織，而沒有感染活組織的能力，但有研究指出絮狀表皮癬菌感染了一名免疫失調的貝賽特氏症患者，且造成了侵入性感染。